# Slavia Prag – Hrvatska, prijateljska utakmica (1907.)
Međunarodna prijateljska nogometna utakmica Slavia Prag – Hrvatska prva je utakmica u kojoj jedna momčad nosi ime Hrvatska i računa se kao prva neslužbena utakmica hrvatske nogometne reprezentacije.

## Političke okolnosti
Hrvatska i Češka bile su tada dijelom Austro-Ugarske. Hrvatska, kao Trojedna Kraljevina Hrvatska, Slavonija i Dalmacija bila je pod upravom Ugarske, a Češka je bila u sastavu Austrijskih zemalja unutar Monarhije. Godina 1907. bila je vrlo burna u političkom životu Hrvatske i Češke. Pogotovo je to bilo važno za one dijelove Hrvatske, koji su prije Prvog svjetskog rata na razne načine bili ukočeni ograničenjima iz Budimpešte, a sve da se spriječi samostalno uključenje Hrvatske u međunarodne sportske udruge. U isto je vrijeme slična oštra borba trajala u Češkoj i Moravskoj protiv Beča. U razdoblju kada su počele određene akcije za sprečavanje samostalnog uključivanja Hrvata u međunarodnu olimpijsku udrugu, zaoštrila se borba Mađara i Hrvata. Tako je baš u doba najvećeg i dugog govorničkog nadmetanja u Mađarskom parlamentu došlo do ovog demonstrativnog nastupa hrvatskih nogometaša u Pragu.

## Utakmica
Bilo je to u lipnju 1907. godine. Dva češka nogometaša, Josip Polivka i Jan Todl, koji su nastupali u dresovima zagrebačkog kluba PNIŠK, posredovali su pri ugovaranju utakmice Hrvata u Pragu. Praški nogometni klub Slavia pozvao je hrvatske nogometaše da posjete Prag i odigraju dvije utakmice. Igrači zagrebačkih klubova PNIŠK i HAŠK prihvatili su poziv i odigrali dvije utakmice pod svojim nacionalnim znamenjima. Kroničari su zabilježili i podatak kako su Hrvati odigrali prve dvije nogometne utakmice pod svojom zastavom i himnom. Prva utalmica odigrana je 23. lipnja 1907. Slavija je pobijedila hrvatske nogometaše s 15:0, a tri dana potom, 26. lipnja još uvjerljivije, s čak 20:0. Obje momčadi su igrale u napadačkoj, tada uobičajenoj, formaciji 2–3–5 popularno zvanoj piramida. Za ovu utakmicu sastavljena hrvatska reprezentacija je bila neuigrana, taktički i kondicijski ispod razine Slavie. S druge strane Slaviu je vodio legendarni John William "Jake" Madden, bivši igrač Celtica i Škotske reprezentacije, koji je preporodio Slaviu i češki nogomet zbog čega je često nazivan ocem češkog nogometa. S njegovim dolaskom 1905. taktika i disciplina su podignute na višu razinu, uvedene su moderne metode kao što su masaža, fizioterapija, gimnastičke i atletske vježbe za nogometaše te individualizirani treninzi. U češkom sportskom tjedniku "Spost a hry", koji je izlazio u to vrijeme zabilježeno je da se utakmica igrala na igralištu Slavije na Letni u Pragu. Pred 800 gledatelja utakmicu je sudio M. Horaček, član Saveza čeških nogometnih sudaca. O tom događaju prvi put se u nas pisalo tek 16 godina kasnije, u spomen–knjizi zagrebačkog HAŠK–a ("20. obljetnica kluba 1903. – 1923."), koji je dao najviše igrača za tu neslužbenu reprezentaciju. Ova je utakmica potom spomenuta u knjizi "Počeci nogometa u Hrvatskoj", (izdanje Grafičkog nogometnog kluba Zagreb, 1961., stranice 24–31.) koju je napisao Hugo Kudrna, sudionik tog povijesnog događaja. Kudrna u svojoj knjizi navodi malo drugačiji sastav i piše da su igrali Galiuf i Novak, a ne spominje Albrechta i Bergera. Ali s obzirom na to da je Kudrna svoju knjigu pisao 54 godine poslije utakmice, s većom vjerojatnošću se treba uzeti da je točniji sastav onaj zabilježen u tadašnjim dnevnim novinama. Ovu utakmicu kasnije spominje i Hrvoje Macanović u "Povijest sporta" (br. 2., srpanj 1970.).

## Zapisnik
| 23. lipnja 1907. 800 gledatelja                        |            |          |                                                       |
| Slavia Prag                                            | 15:0 (9:0) | Hrvatska | Igralište Letenská pláň, Prag Sudac: M. Horaček (CZE) |
| Košek 7 x Kotouč 3 x Malý 2 x Baumruk Rozmaisl autogol |            |          | Igralište Letenská pláň, Prag Sudac: M. Horaček (CZE) |

|  | Josef Pulchert             |
|  | Ring                       |
|  | Boček                      |
|  | Emanuel Benda              |
|  | Karel Kotouč               |
|  | Bohumil Macoun "Milda"     |
|  | Jindřich Baumruk "Jindra"  |
|  | Ctibor Malý                |
|  | František Rozmaisl "Majzl" |
|  | Jan Košek                  |
|  | Zdeněk Jahn                |
|  | Trener:                    |
|  | John William Madden        |

|  | Verteši (PNIŠK)               |
|  | Josip Besednik (HAŠK)         |
|  | Hugo Kudrna (HAŠK)            |
|  | Dragutin Albrecht (PNIŠK)     |
|  | Ivo Lipovšćak (PNIŠK)         |
|  | Alfred Schreiber (PNIŠK)      |
|  | Vilko Benić (HAŠK)            |
|  | Zvonimir Kunz (HAŠK)          |
|  | Jan Todl (PNIŠK)              |
|  | Vladimir Erbežnik (HAŠK)      |
|  | Šandor Berger (PNIŠK)         |
|  | Izbornici:                    |
|  | Hinko Würth i Milovan Zoričić |

## Zanimljivosti
Tri dana kasnije, 26. lipnja 1907. godine, pred oko 500 gledatelja, odigrana je druga utakmica između istih momčadi. SK Slavia je, iako je igrala sa slabijim sastavom, pobijedila s 20:0.
Svojevrsne uzvratne utakmice odigrane su u Zagrebu 16. i 17. travnja 1911. godine kada je u goste HAŠK-u došla reprezentacija Češkog nogometnog saveza i ostvarila dvije pobjede 0:8 i 1:7.
Kapetan Slavie Zdeněk (Zdenko) Jahn je kasnije u četiri sezone trenirao Hajduk.